# Pyrrhalta silfverbergi
Pyrrhalta silfverbergi – gatunek chrząszcza z rodziny stonkowatych i podrodziny Galerucinae.
Gatunek tan opisany został w 2005 roku przez Igora K. Łopatina.
Chrząszcz o odwrotnie jajowatym, średnio wypukłym ciele długości od 8 do 9 mm. Ubarwiony brązowo ze smoliście czarnymi: czułkami prócz pierwszego członu, wargą górną, wierzchołkami ud, goleniami i stopami. Wierzch ciała gęsto i wyraźnie punktowany. Głowa o poprzecznych guzkach czołowych i trójkątnej, wypukłej krawędzi czołowej. Pierwszy i trzeci człon czułków podobnej długości, a drugi połowę krótszy od trzeciego. Przedplecze najszersze nieco przed środkiem, o przednich kątach ząbkowato wystających, a tylnych rozwartych. Tarczka krótka i szeroka. Pokrywy o szeroko podwiniętych bocznych brzegach. Wierzchołek edeagusa samca trójkątnie spiczasty, asymetryczny.
Owad znany tylko z gór Emei Shan w chińskim południowym Syczuanie.